# Fram (cratère)
Pour l’article homonyme, voir Fram.
Fram est un cratère d'impact situé dans la Meridiani Planum sur Mars. Il a été visité par le robot Opportunity de la mission Mars Exploration Rover le 24 avril 2004 (sol 84 sur Mars).
Fram mesure huit mètres de diamètre. Opportunity est passé à côté de ce cratère lors d'un déplacement qui le conduisait vers le cratère Endurance, qui se situe à près de 250 mètres de Fram.
Il est nommé d'après le Fram, navire océanographique polaire utilisé notamment par Fridtjof Nansen et Roald Amundsen.

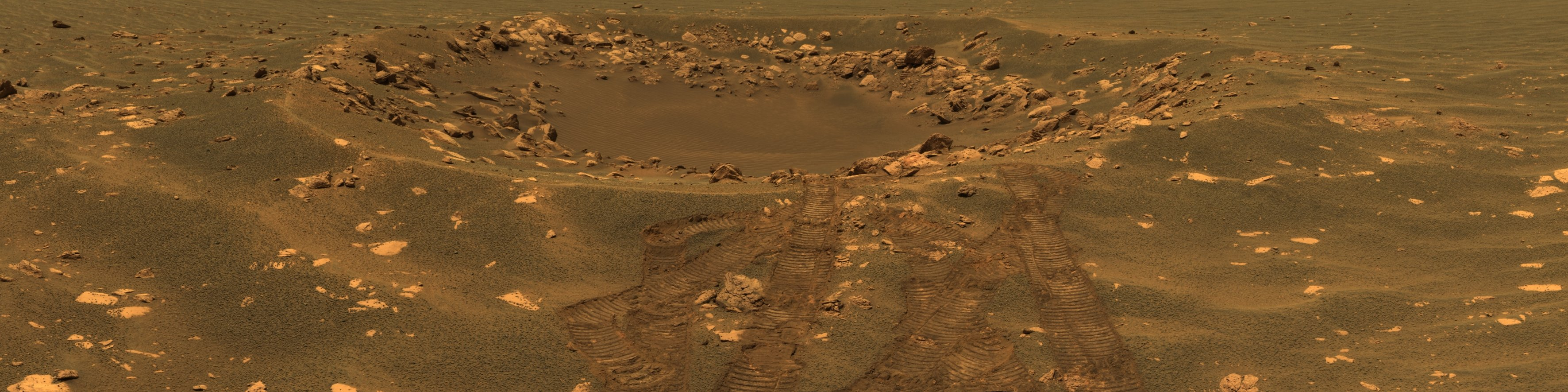
Panorama du cratère.